# Sh2-67
Sh2-67 è una nebulosa a emissione visibile nella costellazione dell'Aquila.
Si individua nella parte sudoccidentale della costellazione, circa 3° a NNE della stella α Scuti; si estende per una decina di minuti d'arco in direzione di una regione della Via Lattea fortemente oscurata dalle nubi di polveri costituenti la Fenditura dell'Aquila, cui sarebbe probabilmente associata. Il periodo più indicato per la sua osservazione nel cielo serale ricade fra giugno e novembre; trovandosi a soli 2° dall'equatore celeste, può essere osservata indistintamente da tutte le regioni popolate della Terra.
Si tratta di una regione H II relativamente vicina, situata sul Braccio di Orione alla distanza di 400 parsec (1300 anni luce) in direzione delle nubi oscure della Fenditura che attraversa la Via Lattea boreale; si ritiene che la fonte della ionizzazione dei suoi gas sia BD-02 4752, una stella bianco-azzurra di sequenza principale con classe spettrale B0.5V e una magnitudine apparente pari a 10,5. A questa nebulosa sarebbe associata la sorgente di radiazione infrarossa IRAS 18467-0225 e alcune nubi molecolari con emissioni CO, quali SYCSW 748 e SYCSW 748a. In direzione di Sh2-67 si estende inoltre la regione di W43, una grande regione di formazione stellare in cui è in atto un vero e proprio starburst; sebbene si tratti della regione starburst più vicina al Sole, la sua distanza è però stimata attorno ai 5500 parsec, dunque molto più lontana rispetto a Sh2-67.